# بيل لوند
بيل لوند (بالإنجليزية: Bill Lund)‏ هو لاعب كرة قدم أمريكية أمريكي، ولد في 27 أكتوبر 1924 في آكرون في الولايات المتحدة، وتوفي في 27 سبتمبر 2008 في شاغرن فولز في الولايات المتحدة.

## وصلات خارجية
- بيل لوند على موقع مرجع كرة القدم المحترفة.كوم (الإنجليزية)